# Коба Джойс Габріелівна
Джойс Коба (26 лютого 1998, Вінниця) — українська легкоатлетка та спринтерка. Посіла друге місце під час літніх юнацьких Олімпійських ігор 2014, які проходили в місті Нанкін (Китай) з 16 серпня по 28 серпня 2014 року.

## Особисті рекорди
- Біг на 100 метрів — 11,97 (Кіровоград, 2014)
- Біг на 200 метрів — 23,81 (Баку, 2014)
- Біг на 400 метрів — 55,01 (Суми, 2016)

## Основні досягнення
| Рік  | Турнір                                              | Місце проведення   | Результат | Інше       |
| ---- | --------------------------------------------------- | ------------------ | --------- | ---------- |
| 2013 | Європейський молодіжний олімпійський фестиваль      | Утрехт, Нідерланди | 2-е       | 400 метрів |
| 2014 | Літні юнацькі Олімпійські ігри                      | Нанкін, Китай      | 2-е       | 200 метрів |
| 2015 | Чемпіонат світу з легкої атлетики серед юніорів     | Калі, Колумбія     | 10-е      | 400 метрів |
| 2016 | Чемпіонат світу з легкої атлетики в приміщенні 2016 | Портленд США       | 5-е       | 400 метрів |